# أنيت بيكوك
أنيت بيكوك (بالإنجليزية: Annette Peacock) هي ملحنة وعازفة بيانو وعازفة الجاز وكاتبة غنائية ومغنية أمريكية، ولدت في 1941 في نيويورك في الولايات المتحدة.

## وصلات خارجية
- الموقع الرسمي
- أنيت بيكوك على موقع IMDb (الإنجليزية)
- أنيت بيكوك على موقع ميوزك برينز (الإنجليزية)
- أنيت بيكوك على موقع أول ميوزيك (الإنجليزية)
- أنيت بيكوك على موقع ديسكوغز (الإنجليزية)